# La Poma
La Poma est une petite ville de la province de Salta, en Argentine, et le chef-lieu et le seul municipe du département de La Poma. Elle est située au nord-ouest de la province, à 82 km à l'ouest de Salta. Sa population s'élevait à 1 735 habitants au recensement de 2001.

## Situation

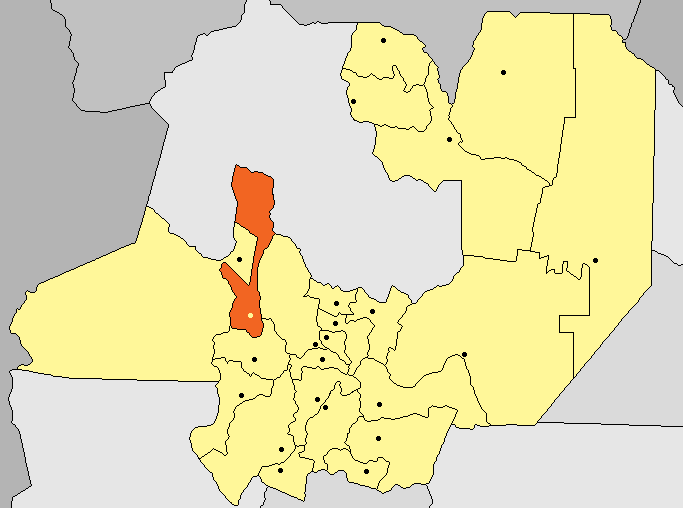
Localisation de la ville dans la province

Elle est située dans une zone très montagneuse, à un peu moins de 3 500 mètres d'altitude.
La ville est traversée par la route nationale 40, à quelque trente kilomètres au sud du col d'Abra del Acay, le plus élevé d'Argentine.
Parmi les sommets perpétuellement enneigés qui l'entourent citons le Nevado del Acay (5 930 mètres) au nord-est, et le Nevado de Palermo (6 030 mètres) à l'ouest, dans la Sierra de los Pastos Grandes.

## Hydrographie
La ville est située sur la pente sud du Paso de Acay, dans la vallée du río Calchaquí, Ce dernier porte le nom de río de las Aguas Negras (rivière des eaux noires) dans son cours supérieur, en amont de la ville.

## Climat
La température moyenne est de 14,8 °C. La maximale est de 18,1 °C en décembre, et la minimale de 9,4 °C en juillet. Les précipitations sont rares et le climat est frais.